# Ciclismo al X Festival olimpico estivo della gioventù europea
Le competizioni di ciclismo su strada al X Festival olimpico estivo della gioventù europea si sono svolte dal 19 al 24 luglio 2009 a Tampere, in Finlandia

## Podi

### Ragazzi
| Evento                                   | Oro                    | Argento                  | Bronzo                   |
| Corsa in linea maschile (64 km)          | Alexander Egested Kamp | Pierre Henri Lecuisinier | Denis Rugovac            |
| Cronometro individuale maschile (7,1 km) | Fabian Lienhard        | Jonathan Dibben          | Pierre Henri Lecuisinier |
| Criterium maschile                       | Joshua Papworth        | Jonathan Dibben          | Ondrej Rybin             |